# بروتوس جاي كلاي الثاني
بروتوس جاي كلاي الثاني (بالإنجليزية: Brutus J. Clay II)‏ هو دبلوماسي أمريكي، ولد في 20 فبراير 1847 في مقاطعة ماديسون في الولايات المتحدة، وتوفي في 2 يونيو 1932 في ريتشموند في الولايات المتحدة.